# Борисова, Любовь Борисовна
Любовь Борисовна Борисова (24 февраля 1922; Украинская ССР — 21 апреля 2006; Израиль) — театральная актриса и педагог. Заслуженная артистка РСФСР (1958).

## Биография
Родилась 24 февраля 1922 года в Украинской ССР.
В 1939 году приехала в Москву к родственнице, где осталась после того, как поступила в ГИТИС на курсы Л. М. Леонидова и И. М. Раевского. После окончания курсов, Борисова пошла во фронтовой театр. В 1942 году появилась в Калинине. Училась в театральной студии при театре под руководством Г. А. Георгиевского и В. А. Галицкого, а после окончания стала актрисой данного театра. Служила с такими однокурсниками, как С. В. Мишулин, Б. Н. Лонин, И. Прокофьева, К. Крайнов.
В 1999 году перебралась в Израиль, где скоропостижно скончалась 21 апреля 2006 года в возрасте 84 лет.

## Творчество

### Театральные роли в Калинине[4]
- Ширин – «Фархад и Ширин» С. Вургуна (1946)
- Ульяна Громова – «Молодая гвардия» А. Фадеева (1947)
- Светлова – «Чужая судьба» («Судья») Д. Слепян (1948)
- Лейтенант Николаева – «На той стороне» А. Барянова (1948)
- Ховард – «Преступление директора Риггса» Э. Чодороффа (1948)
- Горева – «Счастье» П. Павленко (1948)
- Ивлева – «В окнах горит свет» Л. Аграновича (1949)
- Кира Рейчел – «Заговор обреченных» Н. Вирты (1949)
- Розаура – «Лгун» К. Гольдони (1950)
- Ведущая – «Угрюм-река» В. Шишкова (1950)
- Элиза – «Хижина дяди Тома» Гарриет Бичер-Стоу (1950)
- Елизавета – «Егор Булычев и другие» А.М. Горького (1950)
- Елена Стахова – «Накануне» И. Тургенева (1951)
- Агриппина – «Хождение по мукам» А.Н. Толстого (1951)
- Василиса – «Калиновая роща» А. Корнейчука (1951)
- Панова – «Любовь Яровая» К. Тренева (1952)
- Маша – «Три сестры» Чехова (1952)
- Джен – «Тридцать серебреников» Говарда Фаста (1952)
- Тизбе – «Анджело» В. Гюго (1953)
- Маквала – «Стрекоза» М. Бараташвили (1953)
- Бобырева – «Тени» М. Салтыкова-Щедрина (1953)
- Белла – «Не называя фамилий» В. Минко (1953)
- Клавдия Михайловна – «Настоящий человек» Б. Полевого (1954)
- Катюша Маслова – «Воскресение» Л. Толстого (1954)
- Алла – «Хрустальный ключ» Е.М. Бондаревой (1954)
- Тугина – «Последняя жертва» А.Н. Островского (1955)
- Изабелла – «Мера за меру» У. Шекспира (1956)

## Звания и награды
- Заслуженный артист РСФСР (29 мая 1958)[5].